# YouTube

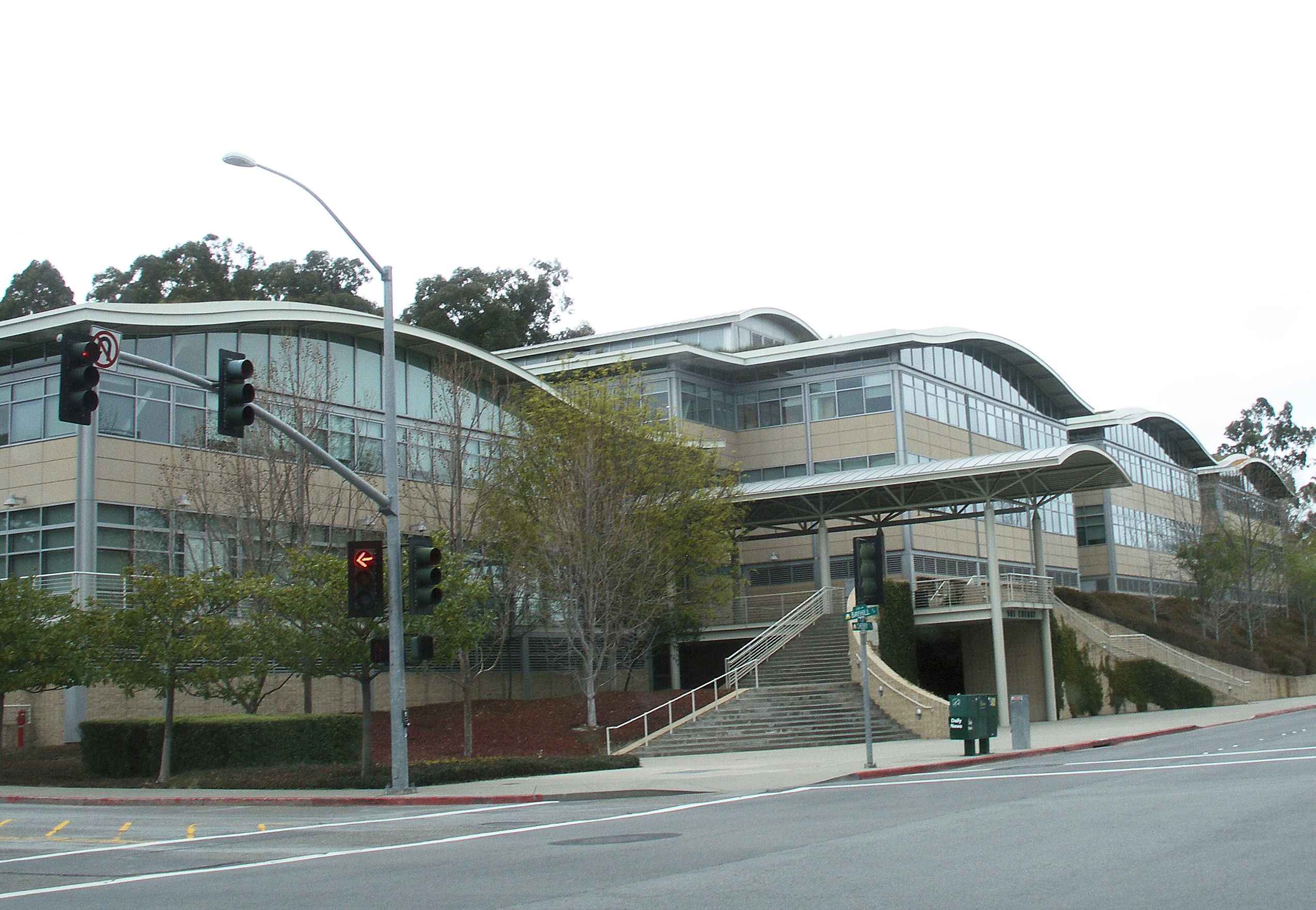
Siedziba YouTube w San Bruno

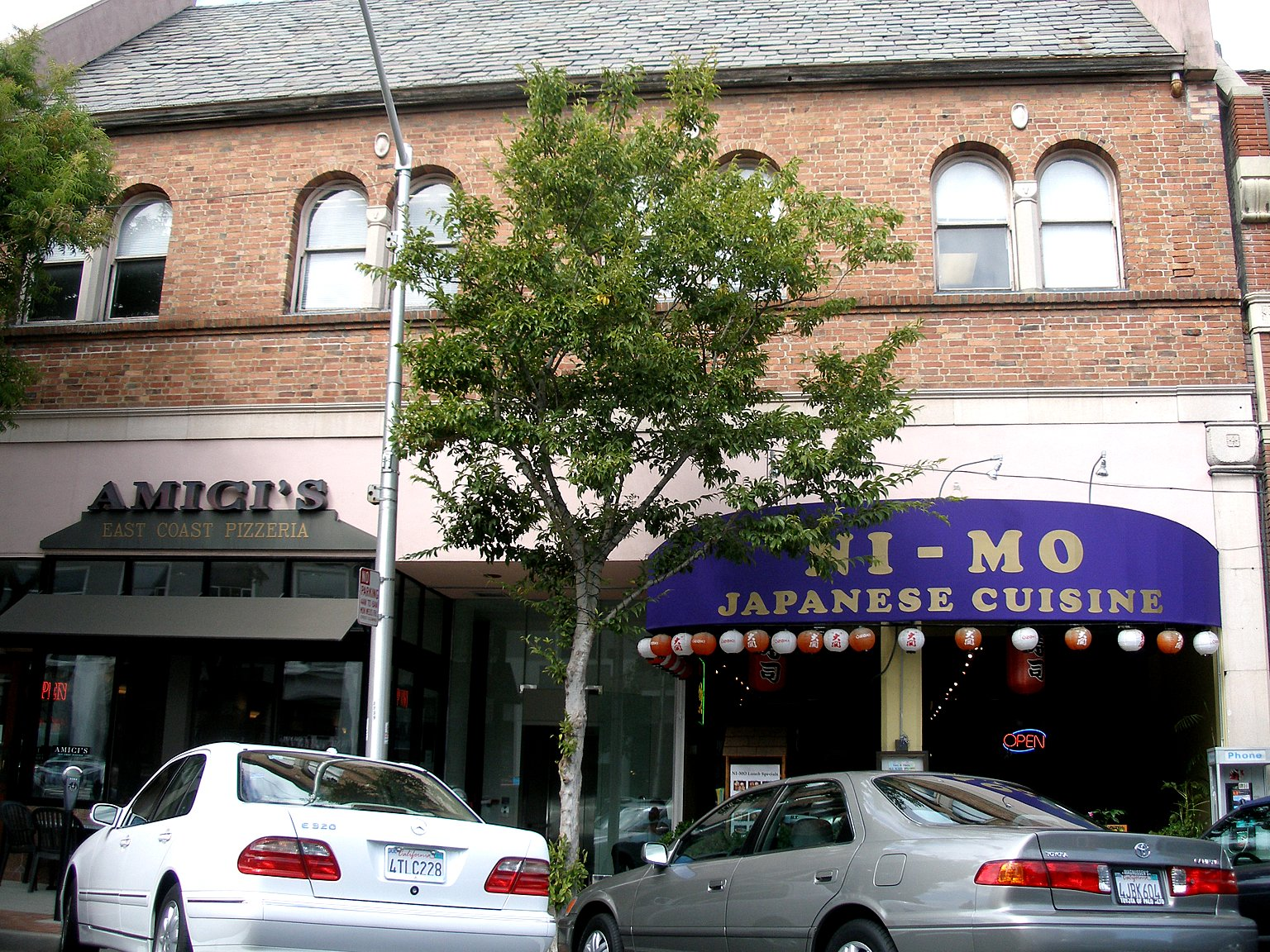
Pierwsza siedziba YouTube w San Mateo

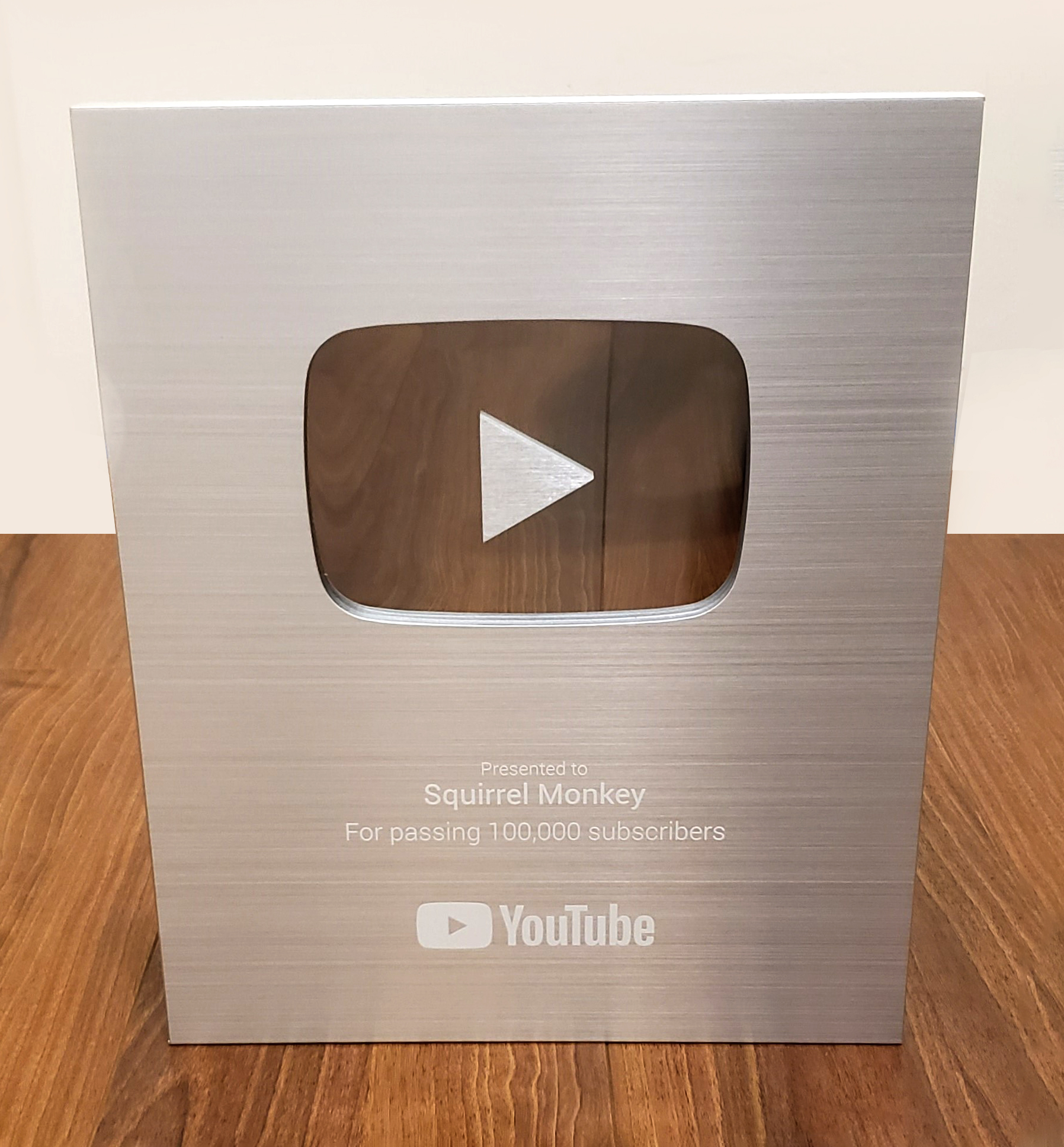
Srebrna nagroda YouTube

YouTube (skrót YT) – amerykański serwis internetowy założony 14 lutego 2005 roku, umożliwiający bezpłatne udostępnianie, edycję, nadawanie na żywo i komentowanie filmów. Należy do korporacji Google i po Facebooku jest drugim najpopularniejszym serwisem społecznościowym na świecie. Od 2023 roku prezesem YouTube jest Neal Mohan.

## Działanie
Serwis używa technologii HTML5 i FLV do wyświetlania filmów zamieszczonych przez użytkowników (tzw. user-generated content), takich jak zwiastuny filmowe lub telewizyjne, teledyski, jak i dzieła amatorskie: wideoblogi i krótkie lub długie własne filmy. Większość materiałów została załadowana na YouTube przez prywatne osoby, ale wiele przedsiębiorstw, różne instytucje i organizacje oferują część swoich materiałów przez YouTube jako platformę udostępniania treści wideo.
Niezarejestrowani użytkownicy mogą oglądać filmy, podczas gdy zarejestrowani mają możliwość umieszczenia nieograniczonej liczby filmów. Filmy, które zostaną uznane za zawierające treści nieodpowiednie dla młodszych użytkowników, są dostępne tylko dla zarejestrowanych w wieku co najmniej 18 lat. Umieszczanie filmów zawierających pornografię, objętych prawem autorskim, propagujących nienawiść oraz zachowania przestępcze i będących zniesławieniem jest zabronione w warunkach korzystania z usługi. Profile kont zarejestrowanych użytkowników są określane jako „kanały”. Na stronach serwisu wyświetlane są reklamy.

## Statystyki

Symbol Youtube’a – czerwony przycisk

Najpopularniejszym filmem na YouTubie jest Baby Shark Dance. Film przekroczył próg 10 miliardów wyświetleń dnia 13 stycznia 2022 roku. Obecnie ma ponad 16 007 825 232 (stan na 22 czerwca 2025).
Najpopularniejszym kanałem na YouTubie jest MrBeast. Posiada on ponad 407 mln subskrypcji i 86 905 733 920 wyświetleń filmów (stan na 22 czerwca 2025). Kanał został założony 20 lutego 2012 roku.
Drugim pod względem popularności kanałem na YouTubie jest T-Series. Posiada on 297 mln subskrypcji i ponad 301 525 645 903 wyświetlenia filmów (stan na 22 czerwca 2025). Kanał został założony 13 marca 2006 roku.
Najbardziej nielubianym filmem na YouTubie jest film „YouTube Rewind 2018: Everyone Controls Rewind | #YouTubeRewind” mający 20 464 074 „łapek w dół” (stan na 9 kwietnia 2025).
Najbardziej lubianym filmem na YouTubie jest teledysk do piosenki Despacito w wykonaniu Luisa Fonsiego mający 54 665 960 „łapek w górę” (stan na 9 kwietnia 2025).
Najczęściej komentowanym filmem na YouTubie jest teledysk do piosenki Dynamite zespołu BTS (będący także 4. materiałem wideo z największą liczbą polubień) mający 15 746 973 komentarzy (stan na 1 czerwca 2025).
Najbardziej lubianym komentarzem pod jakimkolwiek filmem jest komentarz youtubera Setha Evermana o treści „i’m the bald guy” pod teledyskiem piosenki bad guy autorstwa Billie Eilish. Komentarz posiada ponad 3,1 miliony polubień (stan na 12 sierpnia 2020).
27 lutego 2017 roku YouTube ogłosił, że użytkownicy oglądają miliard godzin filmów dziennie.
Każdego miesiąca strona jest odwiedzana przez 2 miliardy zalogowanych użytkowników. Na samych urządzeniach mobilnych użytkownicy spędzają średnio godzinę dziennie.
Każdy kraj ma własny aktualny ranking najpopularniejszych youtuberów. W Polsce opiera się on na subskrypcji kanałów i liczbie wyświetleń. Biorąc pod uwagę te parametry, na pierwszym miejscu jest Blowek, który na swoim koncie ma 5,39 mln subskrypcji i ponad 1 306 229 569 wyświetleń (stan na 22 czerwca 2025).
4 lutego 2021 roku najpopularniejszym kanałem w Polsce pod względem liczby subskrypcji i liczby wyświetleń został kanał Bazylland – Tractors & Excavators, który na swoim koncie zebrał 7,39 mln subskrypcji, 1000 opublikowanych filmów i 3 628 821 281 wyświetleń (stan na 22 czerwca 2025).
14 grudnia 2021 roku YouTube ogłosił, że najpopularniejszą grą komputerową na ich serwisie jest Minecraft, który dzięki filmom publikowanym przez tysiące twórców zdobył bilion wyświetleń.
W drugim kwartale 2023 r. YouTube zarobił 7,67 mld dolarów dzięki reklamom, a ponad 2 miliardy zalogowanych użytkowników miesięcznie ogląda YouTube Shorts.

## Historia serwisu

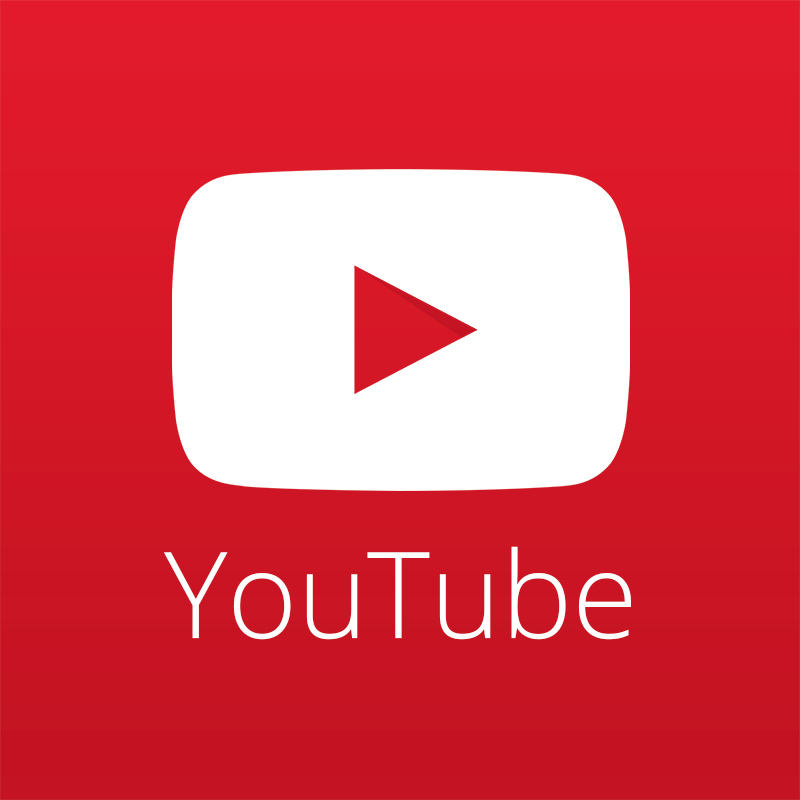
Logo serwisu stosowane na portalach społecznościowych

Poprzednie logo YouTube’a używane do 28 sierpnia 2017

YouTube został założony przez Chada Hurleya, Steve’a Chena i Jaweda Karima, którzy byli wcześniej pracownikami przedsiębiorstwa PayPal. Hurley studiował na Indiana University of Pennsylvania. Chen i Karim studiowali informatykę na University of Illinois at Urbana-Champaign. Nazwa domeny youtube.com została aktywowana 14 lutego 2005, witryna była rozwijana przez kolejne miesiące. Twórcy udostępnili publicznie pierwszą wersję serwisu w maju 2005, sześć miesięcy przed oficjalnym debiutem YouTube’a. Podobnie jak wiele innych technologicznych startupów, YouTube wystartowało za sprawą tzw. anioła biznesu, mając jedynie prowizoryczne biuro w garażu. W listopadzie 2005 przedsiębiorstwo venture capital Sequoia Capital zainwestowało w YouTube 3,5 miliona dolarów amerykańskich. Dodatkowo Roelof Botha – partner przedsiębiorstwa i dawny Chief Financial Officer przedsiębiorstwa PayPal – dołączył do zarządu przedsiębiorstwa YouTube LLC. W kwietniu 2006 Sequoia Capital wniosła 8 milionów dolarów do spółki, która przeżyła ogromny wzrost popularności w ciągu kilku pierwszych miesięcy działalności.
Pierwszym filmem opublikowanym w serwisie YouTube jest film pod tytułem Me at the zoo użytkownika jawed (Jawed Karim). Film ten został opublikowany 23 kwietnia 2005 o godzinie 20:27:12 PDT.
W czasie lata 2006 YouTube był jedną z najszybciej rosnących witryn internetowych i stał się 5. najbardziej popularną stroną w rankingu Alexa Internet. Według badania z 16 lipca 2006 na YouTubie oglądano 100 milionów filmów dziennie, a 65 tys. nowych filmów umieszczano na serwisie w ciągu doby. Witryna miała średnio 100 milionów odwiedzających miesięcznie.
9 października 2006 ogłoszono, że przedsiębiorstwo może zostać kupione przez Google za 1,65 miliarda dolarów z kapitałem akcyjnym. Umowa zakupu pomiędzy Google i YouTube’em została zawarta po tym, jak YouTube przedstawił ugody z trzema przedsiębiorstwami mediowymi, unikając prawnych konsekwencji naruszania praw autorskich. Umowa została zawarta 13 listopada i była wówczas największą co do wielkości transakcją przedsiębiorstwa Google.
29 października 2024 roku w związku z blokadą 17 kanałów rosyjskich mediów informacyjnych na platformie YouTube Rosyjski Sąd Najwyższy nałożył na Google karę w wysokości 2 sekstylionów rubli (ok. 80 kwintyliardów zł). Kwota ta jest o ok. 180 tryliardów razy większa, aniżeli wynosi PKB całego świata, które wynosi wg Międzynarodowego Funduszu Walutowego 110 bilionów dolarów.

## Kalendarium
| 14 lutego 2005            | Serwis pojawił się w sieci. |
| 23 kwietnia 2005          | Zostało opublikowane pierwsze wideo w historii YouTube’a. Wideo to nosi tytuł Me at the zoo. |
| 2006                      | „Tygodnik Time” wymienił serwis YouTube jako wzorową społeczność internetową (wspólnie z Wikipedią oraz Myspace), nadając tytuł Człowieka Roku 2006. |
| 10 października 2006      | YouTube zostało przejęte przez Google za 1,65 miliarda dolarów. |
| styczeń 2007              | Serwis Google Video zaczął indeksować i udostępniać w swoich zasobach wszystkie filmy z YouTube’a. |
| 28 stycznia 2007          | Podczas Światowego Forum Ekonomicznego odbywającego się w Davos, Chad Hurley, jeden z założycieli serwisu, zapowiedział, że przedsiębiorstwo planuje dzielić zyski z reklam, jakie przynosi serwis, z jego użytkownikami.                                                                                          |
| 1 marca 2007              | YouTube podpisało umowę z BBC – brytyjską stacją telewizyjną. |
| 19 czerwca 2007           | Między innymi zmiana szaty graficznej i stworzenie nowych, lokalnych wersji językowych (w tym polskiej). |
| 23 sierpnia 2007          | Wprowadzono ocenianie komentarzy innych użytkowników. |
| kwiecień 2008             | Zmieniona została szata graficzna. |
| 22 listopada 2008         | Odbyło się wydarzenie „YouTube Live” w San Francisco. Na koncertach i występach pojawiły się najczęściej oglądane na YouTubie osoby. |
| 25 listopada 2008         | Zmiana podstawowego wyświetlania zbiorów wideo na format 16:9 oraz wprowadzenie obsługi formatu 720p HD. |
| 17 marca 2009             | Z okazji dnia świętego Patryka można było zobaczyć zielone logo. |
| 15 kwietnia 2009          | Miało miejsce wydarzenie „YouTube Symphony Orchestra”. Z tej okazji można było zobaczyć okazjonalne logo, tym razem z nutkami i pięciolinią. |
| 20 lipca 2009             | Z okazji 40. rocznicy lądowania pierwszego człowieka na Księżycu, YouTube przygotowało specjalne logo. |
| listopad 2009             | Dodano wsparcie dla HD 1080p. |
| 17 maja 2010              | Z okazji pięciolecia istnienia serwisu w logo wkomponowano stylizowaną na świeczkę cyfrę pięć. |
| 24 czerwca 2010           | W związku z Mistrzostwami Świata w Piłce Nożnej dodano przycisk oznaczony symbolem piłki. Po jego kliknięciu uaktywniał się zagłuszający dźwięk klipu odgłos wuwuzeli. |
| 24 lipca 2010             | W ramach globalnego projektu „Life in a Day – Dzień z życia” internauci uwiecznili dzień ze swojego życia. Do projektu zgłoszono w sumie ponad 80 000 filmów z całego świata. |
| 27 stycznia 2011          | Odbyła się internetowa premiera filmu „Life in a Day – Dzień z życia” w reżyserii Kevina MacDonalda i wyprodukowanego przez Ridleya Scotta. Wśród współtwórców znalazł się Polak, Tomasz Skowroński – dziennikarz Polsat News.                                                                                     |
| 26 marca 2011             | W związku z dniem „Godzina dla Ziemi” przy odtwarzaczu filmów YouTube umieszczono specjalny wyłącznik. Po jego kliknięciu całe tło na YouTubie zmieniało się na ciemne. |
| 29 kwietnia 2011          | Transmisja na żywo z ceremonii ślubu księcia Wilhelma i Catherine Middleton. |
| 1 maja 2011               | Transmisja na żywo z beatyfikacji papieża Jana Pawła II w Watykanie. |
| 2 czerwca 2011            | Wprowadzenie opcji „Reakcja” pod każdym z filmów. |
| 7 listopada 2011          | Transmisja na żywo związana z premierą gry Call of Duty: Modern Warfare 3. |
| Sylwester 2011/2012       | Transmisja na żywo z koncertu grupy Kasabian. |
| 3 grudnia 2011            | Nowa szata graficzna strony głównej i kanałów w wersji beta, którą zastosowano na wszystkich kanałach 7 marca 2012. |
| 23, 24, 25 marca 2012     | Transmisja na żywo z „Ultra Music Festival” w Miami. |
| 4, 5, 6, 7 lipca 2012     | Transmisja na żywo Open’er Festival 2012. |
| 12, 13, 14, 15 lipca 2012 | Transmisja na żywo EXIT Festival 2012. |
| 18 lipca 2012             | Transmisja na żywo z premiery filmu Mroczny Rycerz powstaje w Londynie. |
| 7 grudnia 2012            | Zmiana szaty graficznej strony głównej. |
| 21 grudnia 2012           | Pierwszy raz film w serwisie YouTube osiągnął miliard wyświetleń. Jest nim teledysk do utworu „Gangnam Style” artysty Psy. |
| 9 czerwca 2014            | Pierwszy raz film w serwisie YouTube osiągnął dwa miliardy wyświetleń. Jest nim teledysk do utworu „Gangnam Style” artysty Psy. |
| 27 stycznia 2015          | Strona internetowa zaczęła domyślnie korzystać z odtwarzacza wideo HTML5. |
| 13 maja 2015              | Czcionka strony internetowej została zmieniona z Arial na Roboto. |
| 23 lipca 2015             | Katy Perry stała się pierwszą osobą, której dwa filmy osiągnęły miliard wyświetleń. |
| 12 listopada 2015         | Stworzenie serwisu streamingowego YouTube Music przez YouTube. |
| 9 grudnia 2015            | Wprowadzenie karty „Na czasie” na stronie głównej. |
| 4 sierpnia 2017           | Pierwszy raz film w serwisie YouTube osiągnął trzy miliardy wyświetleń. Jest nim teledysk do utworu „Despacito” artysty Luis Fonsi, w którym gościnnie wystąpił Daddy Yankee. |
| 29 sierpnia 2017          | Rekord największej liczby wyświetleń filmu w serwisie w ciągu 24 godzin. Jest nim teledysk do piosenki „Look What You Made Me Do” Taylor Swift. W jeden dzień film został obejrzany ponad 43 miliony razy. |
| 29 sierpnia 2017          | Neal Mohan poinformował na oficjalnym blogu YouTube’a o wielu nowościach, które w najbliższym czasie zostaną udostępnione dla wszystkich użytkowników. Wisienką na torcie jest zaprezentowanie odświeżonego logotypu serwisu.                                                                                      |
| 10 października 2017      | Pierwszy raz film w serwisie YouTube osiągnął cztery miliardy wyświetleń. Jest nim teledysk do utworu „Despacito” artysty Luis Fonsi, w którym gościnnie wystąpił Daddy Yankee. |
| 3 kwietnia 2018           | W siedzibie portalu YouTube w mieście San Bruno w Kalifornii doszło do strzelaniny, w wyniku której ranne zostały 4 osoby, a sprawczyni (39-letnia youtuberka Nasim Najafi Aghdam) popełniła samobójstwo. |
| 5 kwietnia 2018           | Pierwszy raz film w serwisie YouTube osiągnął pięć miliardów wyświetleń. Jest nim teledysk do utworu „Despacito” artysty Luis Fonsi, w którym gościnnie wystąpił Daddy Yankee. |
| 10 kwietnia 2018          | Parę teledysków znanych gwiazd zostało zhakowanych, a później usuniętych z YouTube’a. Wśród nich znalazł się teledysk do utworu „Despacito” artysty Luis Fonsi. Zostało to dokonane przez grupę anonimowych hakerów, zwolenników wolnej Palestyny. Szybko zostały jednak przywrócone.                              |
| 16/17 października 2018   | Pierwszy raz od ponad trzynastu lat doszło do awarii drugiego najpopularniejszego serwisu na świecie. W nocy z 16 na 17 października serwis YouTube był niedostępny na całym świecie przez ponad półtorej godziny.                                                                                                 |
| 1 grudnia 2018            | Nowy rekord największej liczby wyświetleń filmu w serwisie w ciągu 24 godzin. Jest nim teledysk do piosenki „thank u, next” Ariany Grande. W jeden dzień film został obejrzany ponad 50 milionów razy. Podczas premiery teledysku wystąpiły problemy z wyświetlaniem komentarzy, spowodowane ich zbyt dużą liczbą. |
| 24 lutego 2019            | Pierwszy raz film w serwisie YouTube osiągnął sześć miliardów wyświetleń. Jest nim teledysk do utworu „Despacito” artysty Luis Fonsi, w którym gościnnie wystąpił Daddy Yankee. |
| 13 kwietnia 2019          | Południowokoreański zespół BTS w 24 godziny od publikacji osiągnął wynik 78 052 562 wyświetleń. Piosenka „Boy with Luv” pobiła tym samym światowy rekord girlsbandu BLACKPINK (56,7 mln). |
| 14 kwietnia 2019          | Tuż po północy zespół BTS pod swoją nową piosenką „Boy with Luv”, zrealizowaną z amerykańską piosenkarką Halsey, zdobył 100 milionów wyświetleń po jednym dniu, 13 godzinach i 37 minutach (37 godzin, 37 minut) od jej wydania. Zespół ustanowił nowy rekord.                                                     |
| 27 kwietnia 2019          | Taylor Swift pobija z piosenką Me! (singel Taylor Swift) rekord dla największej liczby wyświetleń w ciągu 24 godzin dla teledysku Vevo. Teledysk został odtworzony ponad 65 milionów razy, co czyni go również największym debiutem dla artysty solowego oraz kobiety.                                             |
| maj 2019                  | YouTube zapowiedział skracanie liczby subskrypcji w całym serwisie od sierpnia. |
| wrzesień 2019             | Zmieniono styl i wygląd YouTube’a na bardziej gładki i przejrzysty oraz dodano wersję beta YouTube Studio. |
| listopad 2019             | Dodano wersję testową strony do przesyłania filmów na YouTube. |
| 7 kwietnia 2020           | Usunięto klasyczną wersję studia twórców. |
| 10 października 2020      | Pierwszy raz film w serwisie YouTube osiągnął siedem miliardów wyświetleń – teledysk do utworu „Despacito”. |
| 23 lutego 2021            | Pierwszy raz film w serwisie YouTube osiągnął osiem miliardów wyświetleń – teledysk do utworu „Baby Shark”. |
| 14 lipca 2021             | Do serwisu YouTube wprowadzono w wersji beta usługę YouTube Shorts, która umożliwia nagrywanie krótkich filmów za pomocą smartfona. |
| 30 lipca 2021             | Pierwszy raz film w serwisie YouTube osiągnął dziewięć miliardów wyświetleń – teledysk do utworu „Baby Shark”. |
| listopad 2021             | YouTube zapowiedział ukrycie liczby „łapek w dół” ze względu na chęć zmniejszenia ataków polegających na masowym ocenianiu negatywnie filmów bez ich oglądania. |
| 14 grudnia 2021           | YouTube ogłosił Minecraft najczęściej oglądaną grą komputerową z ponad bilionem wyświetleń |
| 13 stycznia 2022          | Pierwszy raz film w serwisie YouTube osiągnął dziesięć miliardów wyświetleń – teledysk do utworu „Baby Shark” |
| 24 lipca 2022             | Pierwszy raz film w serwisie YouTube osiągnął jedenaście miliardów wyświetleń – teledysk do utworu „Baby Shark” |
| 16 lutego 2023            | Susan Wojcicki ogłosiła odejście z pozycji prezesa YouTube’a. |
| 1 lipca 2024              | Nastąpiła zmiana szaty YouTube Studio. |

## Wpływ społeczny
Przed wystartowaniem YouTube’a w 2005 roku było bardzo niewiele prostych metod na opublikowanie wideo przez zwykłego użytkownika. Dzięki prostemu interfejsowi YouTube umożliwił każdemu posiadającemu dostęp do Internetu umieszczanie filmów dostępnych dla widowni z całego świata. Szeroki zakres tematów objętych przez filmy z YouTube’a spowodował, że internetowe filmy stały się jedną z najważniejszych części kultury Internetu.

## Wersje językowe

Wersje językowe

19 czerwca 2007 roku Eric Schmidt zainaugurował w Paryżu lokalne interfejsy wyświetlane użytkownikom na podstawie lokalizacji. Interfejs w języku polskim został dodany tego samego dnia. Po wejściu na stronę youtube.com lokalizacja i język zostaje wybrana na podstawie adresu IP.

## Technologia wideo
|                                |                                | 240p         | 360p         | 480p         | 720p         | 1080p HD     | 4K           | Medium       | WebM 480p    | WebM 720p    | Mobile        | Stare formaty (przed lutym 2009) | Stare formaty (przed lutym 2009) | Stare formaty (przed lutym 2009) |
| 240p                           | 360p                           | 240p         | 360p         | 480p         | 720p         | 1080p HD     | 4K           | Medium       | WebM 480p    | WebM 720p    | Mobile        | Mobile                           |                                  |                                  |
| ------------------------------ | ------------------------------ | ------------ | ------------ | ------------ | ------------ | ------------ | ------------ | ------------ | ------------ | ------------ | ------------- | -------------------------------- | -------------------------------- | -------------------------------- |
| Wartość parametru fmt (format) | Wartość parametru fmt (format) | 5            | 34           | 35           | 22           | 37           | 38           | 18           | 43           | 45           | 17            | 0, 5                             | 6                                | 13                               |
| Kontener                       | Kontener                       | FLV          | FLV          | FLV          | MP4          | MP4          | MP4          | MP4          | WebM         | WebM         | 3GP           | -FLV-                            | -FLV-                            | 3GP                              |
| Obraz                          | Format                         | H.263        | H.264/AVC    | H.264/AVC    | H.264/AVC    | H.264/AVC    | H.264/AVC    | H.264/AVC    | VP8          | VP8          | MPEG-4 Visual | H.263                            | H.263                            | H.263                            |
| Obraz                          | Proporcje                      | 16:9         | 16:9         | 16:9         | 16:9         | 16:9         | 16:9         | 4:3          | 16:9         | 16:9         | 11:9          | 4:3                              | 4:3                              | 11:9                             |
| Obraz                          | Rozdzielczość                  | 426×240      | 640×360      | 854×480      | 1280×720     | 1920×1080    | 4096×2304    | 480×360      | 854x480      | 1280×720     | 176×144       | 320×240                          | 480×360                          | 176×144                          |
| Dźwięk                         | Format                         | MP3          | AAC          | AAC          | AAC          | AAC          | AAC          | AAC          | Vorbis       | Vorbis       | AAC           | MP3                              | MP3                              | AMR                              |
| Dźwięk                         | Kanały                         | 2 – (stereo) | 2 – (stereo) | 2 – (stereo) | 2 – (stereo) | 2 – (stereo) | 2 – (stereo) | 2 – (stereo) | 2 – (stereo) | 2 – (stereo) | 2 – (stereo)  | 1 (mono)                         | 1 (mono)                         | 1 (mono)                         |
| Dźwięk                         | Częstotliwość próbkowania (Hz) | 22 050       | 44 100       | 44 100       | 44 100       | 44 100       | 48 000       | 44 100       | 44 100       | 44 100       | 44 100        | 22 050                           | 44 100                           | 8000                             |

### Odtwarzanie wideo – HTML5
YouTube wykorzystuje technologię HTML5, która pozwala na oglądanie filmów bez konieczności instalowania wtyczki Adobe Flash Player lub innej. Odtwarzanie wideo w tej technologii jest możliwe w przeglądarkach obsługujących tag video oraz kodek wideo H.264/MPEG-4 AVC lub format WebM (z kodekiem VP8).

### Narzędzia
Pliki wideo z serwisu YouTube mogą być wyświetlane tylko na stronie serwisu lub w specjalnym programie, i zazwyczaj nie można ich pobrać bezpośrednio. Istnieje jednak wiele narzędzi umożliwiających takie pobranie, np. Youtube-dl albo JDownloader.

## Youtuber
Youtuber (wym. jutuber, „jutjuber”) – osoba zajmująca się tworzeniem i umieszczaniem filmów w serwisie internetowym YouTube.